# سخت‌چوب

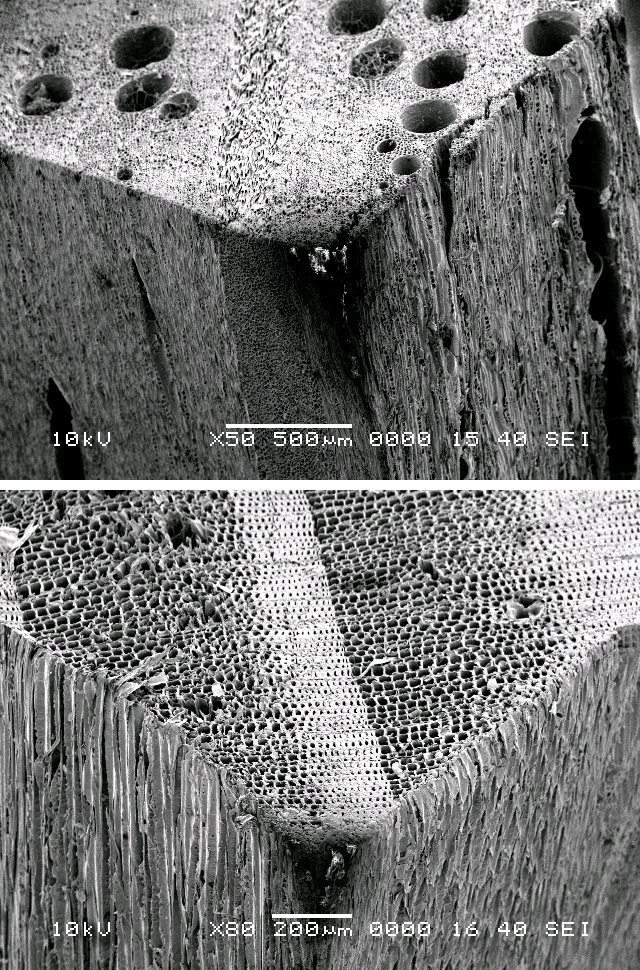
نمایی از مقطع سخت‌چوب (بالا) و نرم‌چوب (پایین) زیر میکروسکوپ الکترونی. داشتن آوندهای بزرگ مشخصه چوب‌های سخت است

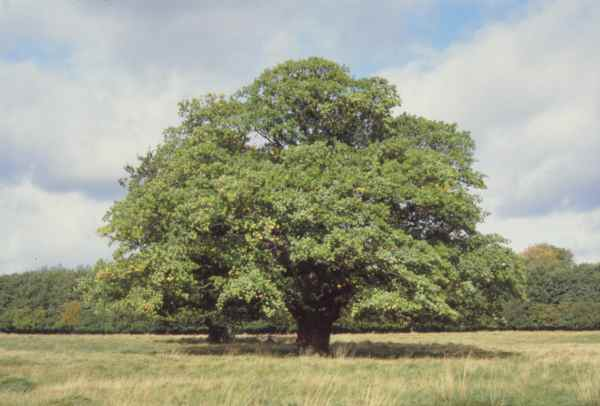
درخت بلوط از درختان سخت چوب است

سخت‌چوب یا چوب سخت (به انگلیسی: Hardwood) اصطلاحی است برای نامیدن چوب و الوار درختان پهن‌برگ. این درختان معمولاً خزان‌کننده هستند. انواع درختان بلوط، افرا، نارون، توس، راش، صنوبر، زبان گنجشک و … جزو درختان گلدار و پهن‌برگ به شمار می‌آیند.
در مقابل سخت‌چوب، اصطلاح نرم‌چوب قرار دارد که برای نامیدن چوب درختان سوزنی‌برگ به کار می‌رود. چوب‌هایی که سخت‌چوب نامیده می‌شوند، لزوماً سخت‌تر از نرم‌چوبان نیستند، هرچند در بیشتر موارد چنین است. چوب درخت بالسا که «سخت‌چوب» شمرده می‌شود سبک‌ترین چوب تجاری جهان است و از چوب بسیاری از سوزنی‌برگان نرم‌تر است. با این‌حال برخی از سخت‌چوبان از همه چوب‌های نرم، سخت‌تر و متراکم‌تر هستند.